# Aniš Giri
Aniš Kumar Giri (nepálsky: अनीश कुमार गिरि; rusky: Аниш Кумар Гири; * 28. června 1994 Petrohrad) je nizozemský šachový velmistr. Jako šachový talent splnil požadavky na velmistrovský titul v roce 2009 ve věku 14 let, 7 měsíců a 2 dnů. Je pětinásobným nizozemským šampionem (2009, 2011, 2012, 2015 a 2023) a v roce 2010 vyhrál Corus Chess B Group. Nizozemsko reprezentoval na šesti šachových olympiádách (2010, 2012, 2014, 2016, 2018, 2022). Vyhrál také velké mezinárodní turnaje, včetně turnaje v Reggio Emilia 2012, Reykjavik Open 2017, Tata Steel Chess 2023 a v roce 2015 se podělil o první místo v London Chess Classic. V roce 2019 jasně vyhrál první místo na třetím vydání Shenzhen Masters.
Od září 2023 je hráčem číslo 1 v Nizozemsku, které začal reprezentovat v roce 2009. Předtím reprezentoval Rusko. V roce 2021 se ve Wijk aan Zee podělil o první místo s nizozemským velmistrem Jordenem van Foreestem. Během šachového turnaje Tata Steel v roce 2023 v poslední den vyhrál nad Nodirbkem Abdusattorovem a stal se tak čtvrtým Nizozemcem od roku 1968 (po Gennadi Sosonkovi, Janu Timmanovi a Jordenu van Foreestovi) a celkově čtrnáctým Nizozemcem, kterému se podařilo turnaj vyhrát.

## Mládí
Giri se narodil v Petrohradě 28. června 1994 ruské matce Olze a nepálskému otci Sanjay Girimu. Jeho babička z otcovy strany pochází z Indie. Se svými rodiči se v roce 2002 přestěhoval do Sappora v Japonsku a žil tam až do roku 2008.
Od února 2008 žije s rodinou v nizozemském městě Rijswijk, kde jeho otec pracoval ve výzkumné a poradenské nadaci. V červnu 2013 absolvoval Grotius College v Delftu.

## Osobní život
Giri mluví plynně rusky, anglicky a nizozemsky a trochu ovládá japonštinu, nepálštinu a němčinu. Oženil se s šachistkou a mezinárodní mistryní Sopiko Guramišviliovou; pár se vzal dne 18. července 2015. Mají dva syny a dceru. V rozhovoru během Turnaje kandidátů 2020–2021 uvedl, že již nemá ruské občanství.